# حاجی‌بی‌کویو (تاش‌اوا)
حاجی‌بی‌کویو (به لاتین: Hacıbeyköyü) یک منطقهٔ مسکونی در ترکیه است که در تاشوا واقع شده‌است.